# 덕월항
덕월항은 경상남도 남해군 남면 덕월리, 덕월마을 인근에 있는 어항이다. 2002년 8월 6일 어촌정주어항으로 지정하여 관리하고 있다. 시설관리자는 남해군수이다.

## 어항 연혁
- 우리말 이름은 “더불개” 또는 “더우개”로 큰개 아래쪽에 있는 마을이란 뜻으로 덕월(德月)로 유래되고 있다.

### 시설
- 방파제 L=130, B=5m, 물량장 L=346m, B=30m

## 주요 어종
- 노래미, 도다리, 패각류, 감성돔 등